# Joseph-François Marie

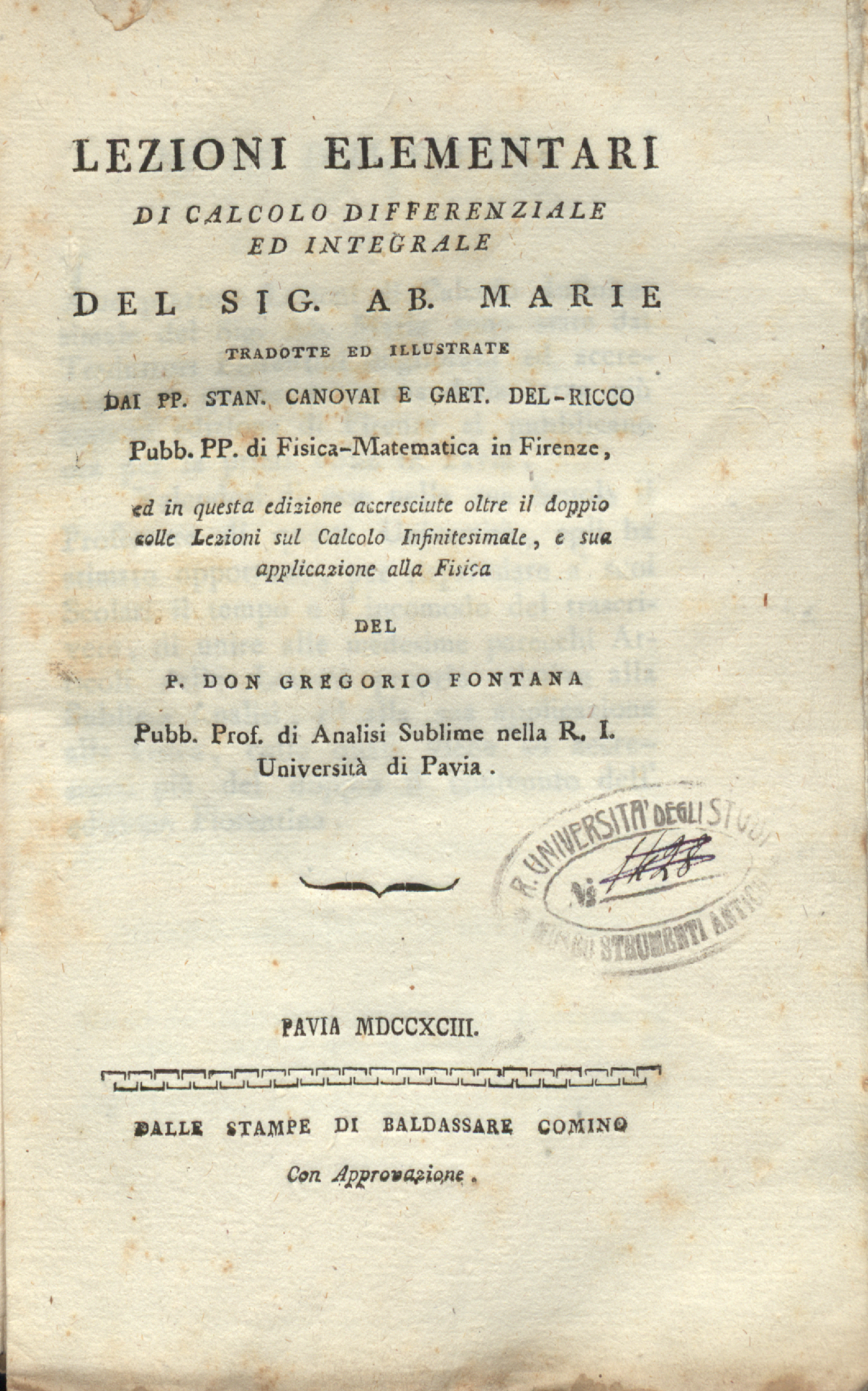
Lezioni elementari di calcolo differenziale ed integrale, 1793.

Joseph-François Marie (Rodez, 25 novembre 1738 – Memel, 24 febbraio 1801) è stato un matematico e abate francese.

## Biografia
Nato a Rodez, prese la tonsura e gli ordini minori. Prebendario della cappella Saint-Maurice, dopo aver frequentato corsi di teologia e matematica alla Sorbona di Parigi, conseguì il diploma di maître ès-arts e ottenne il baccalaureato in teologia. Fu ordinato presbitero da Christophe de Beaumont e divenne abate.
Insegnò filosofia al collegio di Plessis e succedette a Lacaille come censore reale. Dal 1762, fu professore di matematica e geometria al Collège Mazarin di Parigi, poi membro dell'Académie des sciences et belles-lettres di Marsiglia. Nel 1782, fu nominato vice-precettore dei duchi d'Angoulême e de Berry. Nel 1783, ottenne l'abbazia di Saint-Amand de Boisse.
Realista e prete refrattario, alla rivoluzione seguì la famiglia reale nell'emigrazione del 1791, dove svolse varie missioni per incarico del conte di Provenza, che accompagnò nei suoi viaggi al palazzo di Mittau. Si suicidò e fu trovato pugnalato nel suo letto a Memel, nella Prussia Orientale, la mattina del 24 febbraio 1801.

## Opere
- Lezioni elementari di calcolo differenziale ed integrale, traduzione di Stanislao Canovai, Pavia, Baldassare Comino, 1793.
- Lezioni elementari di matematiche, traduzione di Stanislao Canovai, 5ª ed., Firenze, Guglielmo Piatti e Pietro Allegrini, 1803.